# Eletromagnetismo clássico
O eletromagnetismo clássico ou eletrodinâmica clássica é um ramo da física teórica que estuda as interações entre cargas e correntes elétricas usando uma extensão do modelo newtoniano clássico. Ele é, portanto, uma teoria de campos clássica. A teoria fornece uma descrição de fenômenos eletromagnéticos sempre que as escalas de comprimento relevantes e as intensidades de campo são grandes o suficiente para que os efeitos da mecânica quântica sejam desprezíveis. Para pequenas distâncias e baixas forças de campo, tais interações são melhor descritas pela eletrodinâmica quântica que é uma teoria quântica de campos.
Aspectos físicos fundamentais da eletrodinâmica clássica são apresentados em muitos textos, como os de Richard Feynman, Robert Benjamin Leighton e Matthew Sands, David J. Griffiths, Wolfgang K. H. Panofsky e Melba Phillips, e John David Jackson [en].

## História
Os fenômenos físicos que o eletromagnetismo descreve foram estudados como campos separados desde a antiguidade. Por exemplo, houve muitos avanços no campo da óptica [en] séculos antes que a luz fosse entendida como uma onda eletromagnética. No entanto, a teoria do eletromagnetismo, como é atualmente compreendida, surgiu dos experimentos de Michael Faraday sugerindo a existência de um campo eletromagnético e do uso de equações diferenciais de James Clerk Maxwell para descrevê-lo em seu Tratado sobre electricidade e magnetismo (1873). O desenvolvimento do eletromagnetismo na Europa incluiu o desenvolvimento de métodos para medir tensão, corrente, capacitância e resistência [en]. Relatos históricos detalhados são fornecidos por Wolfgang Pauli, E. T. Whittaker, Abraham Pais, e Bruce J. Hunt.

## Força de Lorentz
O campo eletromagnético exerce a seguinte força (muitas vezes chamada de força de Lorentz) em partículas carregadas:
{\displaystyle \mathbf {F} =q\mathbf {E} +q\mathbf {v} \times \mathbf {B} }
onde todas as quantidades em negrito são vetores: F é a força que uma partícula com carga q experimenta, E é o campo elétrico no local da partícula, v é a velocidade da partícula, B é o campo magnético no local da partícula .
A equação acima ilustra que a força de Lorentz é a soma de dois vetores. Um é o produto vetorial dos vetores velocidade e campo magnético. Com base nas propriedades do produto vetorial, isso produz um vetor perpendicular aos vetores de velocidade e campo magnético. O outro vetor está na mesma direção do campo elétrico. A soma desses dois vetores é a força de Lorentz.
Embora a equação pareça sugerir que os campos elétrico e magnético são independentes, a equação pode ser reescrita [en] em termos de quatro correntes (em vez de carga) e um único tensor eletromagnético que representa o campo combinado ({\displaystyle F^{\mu \nu }}):
{\displaystyle f_{\alpha }=F_{\alpha \beta }J^{\beta }.\!}

## Campo elétrico
O campo elétrico E é definido de modo que, em uma carga estacionária:
{\displaystyle \mathbf {F} =q_{0}\mathbf {E} }
onde q0 é o que é conhecido como carga de teste e F é a força nessa carga. O tamanho da carga realmente não importa, desde que seja pequena o suficiente para não influenciar o campo elétrico por sua mera presença. O que fica claro nessa definição, porém, é que a unidade de E é N/C (newtons por coulomb). Esta unidade é igual a V/m (volts por metro); Veja abaixo.
Na eletrostática, onde as cargas não estão se movendo, em torno de uma distribuição de cargas pontuais, as forças determinadas pela Lei de Coulomb podem ser somadas. O resultado após a divisão por q0 é:
{\displaystyle \mathbf {E(r)} ={\frac {1}{4\pi \varepsilon _{0}}}\sum _{i=1}^{n}{\frac {q_{i}\left(\mathbf {r} -\mathbf {r} _{i}\right)}{\left|\mathbf {r} -\mathbf {r} _{i}\right|^{3}}}}
onde n é o número de cargas, qi é a quantidade de carga associada à iésima carga, ri é a posição da iésima carga, r é a posição onde o campo elétrico está sendo determinado, e ε 0 é a constante elétrica.
Se o campo for produzido por uma distribuição contínua de carga, a soma se torna uma integral:
{\displaystyle \mathbf {E(r)} ={\frac {1}{4\pi \varepsilon _{0}}}\int {\frac {\rho (\mathbf {r'} )\left(\mathbf {r} -\mathbf {r'} \right)}{\left|\mathbf {r} -\mathbf {r'} \right|^{3}}}\mathrm {d^{3}} \mathbf {r'} }
onde {\displaystyle \rho (\mathbf {r'} )} é a densidade de carga e {\displaystyle \mathbf {r} -\mathbf {r'} } é o vetor que aponta do elemento de volume {\displaystyle \mathrm {d^{3}} \mathbf {r'} } para o ponto no espaço onde E está sendo determinado.
Ambas as equações acima são incômodas, especialmente se alguém quiser determinar E em função da posição. Uma função escalar chamada potencial elétrico pode ajudar. O potencial elétrico, também chamado de tensão (cujas unidades são o volt), é definido pela integral de linha
{\displaystyle \varphi \mathbf {(r)} =-\int _{C}\mathbf {E} \cdot \mathrm {d} \mathbf {l} }
onde φ(r) é o potencial elétrico, e C é o caminho pelo qual a integral está sendo percorrida.
Infelizmente, esta definição tem uma ressalva. A partir das equações de Maxwell, fica claro que ∇ × E nem sempre é zero e, portanto, o potencial escalar sozinho é insuficiente para definir o campo elétrico exatamente. Como resultado, deve-se adicionar um fator de correção, que geralmente é feito subtraindo a derivada do tempo do potencial do vetor A descrito abaixo. Sempre que as cargas forem quase estáticas, no entanto, essa condição será essencialmente satisfeita.
A partir da definição de carga, pode-se facilmente mostrar que o potencial elétrico de uma carga pontual em função da posição é:
{\displaystyle \varphi \mathbf {(r)} ={\frac {1}{4\pi \varepsilon _{0}}}\sum _{i=1}^{n}{\frac {q_{i}}{\left|\mathbf {r} -\mathbf {r} _{i}\right|}}}
onde q é a carga pontual da carga, r é a posição na qual o potencial está sendo determinado, e ri é a posição de cada carga pontual. O potencial para uma distribuição contínua de carga é:
{\displaystyle \varphi \mathbf {(r)} ={\frac {1}{4\pi \varepsilon _{0}}}\int {\frac {\rho (\mathbf {r'} )}{|\mathbf {r} -\mathbf {r'} |}}\,\mathrm {d^{3}} \mathbf {r'} }
onde {\displaystyle \rho (\mathbf {r'} )} é a densidade de carga e {\displaystyle \mathbf {r} -\mathbf {r'} } é a distância do elemento de volume {\displaystyle \mathrm {d^{3}} \mathbf {r'} } para apontar no espaço onde φ está sendo determinado.
O escalar φ se somará a outros potenciais como um escalar. Isso torna relativamente fácil dividir problemas complexos em partes simples e adicionar seus potenciais. Tomando a definição de φ ao contrário, vemos que o campo elétrico é apenas o gradiente negativo (o operador del) do potencial. Ou:
{\displaystyle \mathbf {E(r)} =-\nabla \varphi \mathbf {(r)} .}
A partir desta fórmula fica claro que E pode ser expresso em V/m (volts por metro).

## Ondas eletromagnéticas
Um campo eletromagnético variável se propaga para longe de sua origem na forma de uma onda. Essas ondas viajam no vácuo na velocidade da luz e existem em um amplo espectro de comprimentos de onda. Exemplos de campos dinâmicos de radiação eletromagnética (em ordem crescente de frequência): ondas de rádio, micro-ondas, luz (infravermelha, luz visível e ultravioleta), raios X e raios gama. No campo da física de partículas, essa radiação eletromagnética é a manifestação da interação eletromagnética entre partículas carregadas.

## Equações gerais de campo
Por mais simples e satisfatória que a equação de Coulomb possa ser, ela não é totalmente correta no contexto do eletromagnetismo clássico. Os problemas surgem porque as mudanças nas distribuições de carga exigem uma quantidade de tempo diferente de zero para serem "sentidas" em outro lugar (exigido pela relatividade especial).
Para os campos de distribuições gerais de carga, os potenciais retardados podem ser calculados e diferenciados de acordo para produzir as equações de Jefimenko.
Potenciais retardados também podem ser derivados para cargas pontuais, e as equações são conhecidas como potenciais de Liénard – Wiechert. O potencial escalar é:
{\displaystyle \varphi ={\frac {1}{4\pi \varepsilon _{0}}}{\frac {q}{\left|\mathbf {r} -\mathbf {r} _{q}(t_{\rm {ret}})\right|-{\frac {\mathbf {v} _{q}(t_{\rm {ret}})}{c}}\cdot (\mathbf {r} -\mathbf {r} _{q}(t_{\rm {ret}}))}}}
onde q é a carga pontual da carga e r é a posição. rq e vq são a posição e a velocidade da carga, respectivamente, em função do tempo retardado. O potencial vetorial é semelhante:
{\displaystyle \mathbf {A} ={\frac {\mu _{0}}{4\pi }}{\frac {q\mathbf {v} _{q}(t_{\rm {ret}})}{\left|\mathbf {r} -\mathbf {r} _{q}(t_{\rm {ret}})\right|-{\frac {\mathbf {v} _{q}(t_{\rm {ret}})}{c}}\cdot (\mathbf {r} -\mathbf {r} _{q}(t_{\rm {ret}}))}}.}
Estes podem então ser diferenciados de acordo para obter as equações de campo completas para uma partícula de ponto em movimento.

## Modelos
Ramos do eletromagnetismo clássico, como óptica, engenharia elétrica e eletrônica, consistem em uma coleção de modelos matemáticos relevantes de diferentes graus de simplificação e idealização para aprimorar a compreensão de fenômenos eletrodinâmicos específicos. Um fenômeno eletrodinâmico é determinado pelos campos particulares, densidades específicas de cargas e correntes elétricas e pelo meio de transmissão particular. Uma vez que existem infinitamente muitos deles, na modelagem há a necessidade de alguns típicos, representativos
(a) cargas e correntes elétricas, por exemplo: cargas pontuais em movimento e dipolos elétricos e magnéticos, correntes elétricas em um condutor, etc.;
(b) campos eletromagnéticos, por exemplo: tensões, potenciais de Liénard – Wiechert, ondas planas monocromáticas, raios ópticos; ondas de rádio, microondas, radiação infravermelha, luz visível, radiação ultravioleta, raios X, raios gama etc.;
(c) meios de transmissão, por exemplo: componentes eletrônicos, antenas, guias de ondas eletromagnéticas, espelhos planos, espelhos com superfícies curvas lentes convexas, lentes côncavas; resistores, indutores, capacitores, interruptores; fios, cabos elétricos e ópticos, linhas de transmissão, circuitos integrados etc.; todos os quais têm apenas algumas características variáveis.